# Ahmet Nuri Diriker
Ahmet Nuri Diriker (o Ahmet Nuri Bey; Rusçuk, 1876 – İstanbul, 28 novembre 1951) è stato un militare turco era un Mirliva ottomano che ha combattuto nella Campagna di Gallipoli, nell'Assedio di Medina e nella Guerra d'indipendenza turca.
Dopo aver terminato gli studi al liceo militare di Kuleli, si iscrisse al Collegio Militare Ottomano. Si diplomò nel 1896 come sottotenente. Fu inviato al confine con la Grecia per combattere nella guerra greco-turca del 1897. Successivamente combatté contro i ribelli nei Balcani. Partecipò agli scontri con i Barcaioli di Salonicco nel 1903. In seguito si recò nello Yemen come comandante di battaglione per combattere contro i ribelli arabi. Nel 1915 fu nominato comandante del 42º reggimento di fanteria nella campagna di Gallipoli. Combatté contro le truppe francesi nelle regioni di Seddülbahir e Kerevizdere. Nel 1916, insieme al suo reggimento, fu inviato nella penisola arabica per rompere l'assedio di Medina. Dopo il Trattato di Sèvres, si unì al Kuva-yi Milliye (resistenza turca) e fu coinvolto in operazioni di contrabbando di armi e munizioni verso Ankara. Nel 1921, si unì al governo di Ankara sotto il comando di Mustafa Kemal Atatürk e combatté nella guerra greco-turca (1919-1922). Dopo la guerra, presiedette vari uffici militari. Si ritirò nel 1931 come generale di brigata. Morì nel 1950.